# Мовна політика Європейського Союзу
Членами Європейського Союзу є 27 країн: Австрія, Бельгія, Болгарія, Греція, Голландія, Данія, Естонія, Іспанія, Ірландія, Італія, Кіпр, Латвія, Литва, Люксембург, Мальта, Німеччина, Польща, Португалія, Румунія, Словаччина, Словенія, Угорщина, Фінляндія, Франція, Хорватія, Чехія, Швеція.
«Єдність у різноманітності» — девіз Європейського Союзу. Уперше вжито у 2000 році. Він відображає одну з головних цілей цієї унікальної організації: забезпечити мир, добробут, багатство культур, традицій і мов у Європі. З цією метою європейці повинні діяти спільно.
Центр європейської інформації в українському сегменті інтернету є важливим мостом між Україною та Європейським Союзом. Він подає історію та мету створення ЄС: «Європейський Союз — це сім'я демократичних європейських країн, які об'єдналися заради миру та процвітання. Євросоюз — це не держава, що має замінити існуючі держави. Країни, що входять до його складу, заснували спільні інституції, яким було делеговано частину їхніх суверенних повноважень, завдяки чому стало можливим на європейському рівні демократично приймати рішення з питань, які становлять спільний інтерес. Європейський Союз створив спільну валюту (євро), динамічний спільний ринок, в якому громадяни, послуги, товари й капітал пересуваються вільно. Він намагається зробити так, щоб внаслідок соціального прогресу та справедливої конкуренції якомога більше людей могли скористатися перевагою спільного ринку».
Європейська політика багатомовності. Мовна політика ЄС передбачає дві головні мети. Насамперед це збереження й захист мовного розмаїття в ЄС і підтримка вивчення іноземних мов. Важливою цінністю Європейського Союзу є право кожного народу спілкуватися у своїй країні своєю мовою. Для цього ЄС подає важливі документи на мовах усіх країн, які є членами Європейського Союзу. Завдяки цьому євроспільнота має доступ до інформації й дослівно її розуміє та сприймає. Рада об'єднання, яка ініціювала створення Європейського Союзу після двох світових війн, прийняла першу постанову щодо мовного питання. «15 квітня 1958 року Рада постановила, що офіційні мови країн-членів повинні стати як офіційними мовами співтовариства, так і робочими мовами установ співтовариства.
Офіційна мова кожної країни є офіційною мовою ЄС. Оскільки кілька країн мають однакову державну мову, то це означає, що є 24 офіційні мови Європейського Союзу: англійська, німецька, французька, данська, нідерландська, естонська, фінська, грецька, угорська, італійська, португальська, іспанська, чеська, шведська, латвійська, литовська, мальтійська, польська, словацька, словенська, ірландська (з 1 січня 2007, але з обмеженнями)». Громадяни Європейського Союзу можуть звертатися до інституцій ЄС одною з офіційних мов. Відповіді отримують тією ж мовою. Усі розпорядження Європейського Союзу, правові акти публікують на всіх офіційних мовах, за винятком ірландської. Цією мовою перекладають тільки спільні розпорядження з Радою Європи та Європейського Парламенту. У Європейському Парламенті депутати можуть виголошувати промови однією з офіційних мов ЄС.
Регіональні мови та мови менших корінних народів Європейського Союзу. У межах Євросоюзу близько 40 мільйонів громадян використовують у спілкуванні понад 60 регіональних мов або мов національних меншин. До таких мов належать: баскійська (Іспанія), каталонська (Іспанія), фризька (Нідерланди), лапонська (Швеція), валлійська або уельська (Велика Британія), валлонська (Бельгія), фламандська (58 % населення Бельгії), менська (острів Мен, Велика Британія) та ін. Правовий статус цих мов і їх розвиток забезпечують уряди країн ЄС.
Європейська Комісія пропагує мовне розмаїття й постійно підтримує відкритий діалог з цих питань.
Захист і пропагування мов нацменшин Європейський Союз реалізує через навчання, фінансує нові проєкти здобуття освіти, стажувань, спорту. Для їх підтримки й розвитку в ЄС відзначають День європейських мов 26 вересня.
Мовні проблеми в деяких країнах Європейського Союзу. Причини мають складні історичні корені. Наприклад, Ірландія здобула незалежність у 30-х роках XX ст. У школі ірландську мову почали вивчати як обов'язковий предмет з 1975 року. Тепер нею розмовляє близько 40 % населення. Більшість громадян послуговується другою державною мовою — англійською. Як пишуть політологи, «по обидва боки ірландського кордону є політики та активісти, які сподіваються на відновлення об'єднаної Ірландії… У червні 2016 року Північна Ірландія переважною більшістю проголосувала за те, щоб лишитися в ЄС; 56 % віддали голоси проти Brexit. У грудні 2017-го авторитетна північноірландська компанія LucidTalk опублікувала результати дослідження, відповідно до якого 47,9 % мешканців хотіли б залишитись в ЄС шляхом приєднання до Ірландії, а 45,4 % хочуть залишити ЄС та залишитись у Великій Британії».
Вивчення іноземних мов. Мовна політика Європейського Союзу спрямована на досягнення такого рівня освіти в країнах ЄС, за якого кожний громадянин, крім рідної мови, буде досконало знати ще дві іноземні. Такий вектор щодо знання мов ЄС підтримує з кількох причин. По-перше, мовні компетенції дають можливість вчитися й працювати в інших країнах; поліпшують перспективи професійного росту. По-друге, знання мов зміцнюватиме зв'язки між різними культурами, що є необхідною умовою в багатомовній і багатокультурній Європі. По-третє, великі фірми, які прагнуть працювати в цілій Європі, потребують працівників зі знанням багатьох мов. По-четверте, це мовний сектор: письмові та усні переклади, викладання іноземних мов, мовні технології тощо є одним із найбільш швидких запитів сучасної економіки.
Дослідження щодо ставлення європейців до вивчення іноземних мов показують, що вони надзвичайно позитивно налаштовані до багатомовності. 98 % громадян ЄС вважають, що вивчення мов має значення для майбутнього дітей; 88 % — приносить користь; 72 % — підтримує, що кожний європеєць має знати щонайменше дві іноземні мови; 77 % — стверджують, що вдосконалення мовних компетентностей повинно бути пріоритетом політики Європейського Союзу.
«Єдність у різноманітності» — відоме гасло європейці перекладають рідними мовами.

Унікальна барвистість девізу Європейського Союзу та Ради Європи віддзеркалена в розмаїтому офіційному звучанні:
United in diversity, Unie dans la diversité, In Vielfalt geeint, Zjednoczona w różnorodności; Unida en la diversidad, Ενωμένοι στην πολυμορφία, Unida na diversidade, Unita nella diversità, Egység a sokféleségben, Förenade i mångfalden, Združena v raznolikostI, Zjednotení v rozmanitosti, Uniţi în diversitate, In verscheidenheid verenigd, Magħquda fid-diversità, Vienota dažādībā, Suvienijusi įvairovę, Aontaithe san éagsúlacht, Moninaisuudessaan yhtenäinen, Ühinenud mitmekesisuses, Forenet i mangfoldighed, Jednotná v rozmanitosti, Ujedinjeni u različitosti, Обединен в многообразието.
Мовна політика Європейського Союзу в тезах
Мовна політика Європейського Союзу спрямована на розвиток національних мов і підтримку вивчення іноземних мов.
Мовне розмаїття ЄС функціонує на засадах рівності та взаємозбагачення різних культур.
Інституції ЄС забезпечують гармонійне співіснування офіційних мов, регіональних і мов менших корінних народів Європи.
Кожна мова є цінністю й служить мостом до інших країн Євросоюзу, сприяє взаєморозумінню.
Політика багатомовності розширює можливості громадян ЄС на ринку праці, освіти, спорту, професійного зростання; полегшує доступ до інформації у сфері права; сприяє безперешкодному пересуванню на територію всіх країн-членів Євросоюзу.
Переважна більшість європейців бачать успішні перспективи мовної політики Європейського Союзу на фоні глобалізованого світу.
Запровадження поняття «громадянин ЄС» не означає скасування національного громадянства.
Європейський Союз сьогодні є одним із найбільших донорів гуманітарної допомоги у світі.
Процес розширення ЄС і Закони, які гарантують чотири основні свободи Європейського Союзу (вільний рух товарів, осіб, послуг, капіталу), сприяють мультикультурному та багатомовному характеру ЄС.
Ірійська, або гельська мова. Ірландська мова
Ірландія здобула незалежність у 30-х роках XX ст. В освіті ірландську мову почали вивчати як обов'язковий предмет з 1975 року. Тепер нею розмовляє близько 40 % населення. Більшість громадян послуговується другою державною мовою — англійською.

Ірландський письменник і громадський діяч Френсіс Артур Фегі (1854—1935) виступив за захист ірландської мови (гельської) ще на початку XX століття. У статті «Справа ірландської мови» (переклала Леся Українка) він писав:
Обанглічанення (anglicisation) Ірландії йде швидко й спинити його можна тільки вернувшись до тої мови, що стояла в давнину на сторожі Ірландії… Ірландська, властиво ірійська, або ґельська мова (gaelic) належить до кельтичної групи арійських мов; їй рідна шотландсько-гельська і менська, а вельська (Welch) і бретонська споріднені з нею. Вона найстарша в цілій сій групі, служила до розмови вже понад 2000 літ і була вже зовсім сформована у ті часи, коли ще ледве чи одно слово було вимовлене з теперішніх європейських мов… Вплив мови на національне життя та характер сягає далеко. Сама мова є цвіт національного духовного існування. Мова росте вкупі з нацією, дає голос усім народним радощам і злидням, боротьбі, перемогам і поразкам, духовним і матеріальним змаганням. У ній відбиваються поведінка й звичаї, традиції, віра, надії і гордість. Мова переможця в устах подоланого — каже Тацит — завжди є мовою раба… Нація — підкреслював наш ірландський письменник Томас Девіс — повинна боронити свою мову більше ніж свою територію — се певніша межа і міцніша границя, ніж фортеця або річка. Втратити рідну мову і перейняти чужу — се найгірший знак підданства, се кайдани на душу. Втратити національну мову — се смерть, се значить, що ярмо вже в'їлося глибоко.
У цій же статті Френсіс Фегі пише й про інші народи, які виборювали собі право на рідну мову й національне відродження:
Фінляндія також боролася за свою мову й національність проти шведів і росіян. Відродження фінської нації почалося з відродження фінської мови, яка до того часу не мала ні встановленого діалекту, ні літератури. Фінни зібрали свої давні пісні, оповідання й легенди в одну незрівнянну поему «Калевалу» і література раптом виросла, забезпечивши назавжди характеристичні національні відзнаки народу. Бельгія була вже на дорозі до того, щоб зробитися просто наслідуванням Франції. Скрізь говорилось по-французькому, французька література найрозпуснішого розбору заливала всю країну й загрожувала зруйнувати моральне почуття нації. Тоді Анрі Консьянс написав свої моральні оповідання по-фламандському; розпочалася агітація за відродження фламандської мови й народна індивідуальність була врятована. Угорщина в XVIII ст. була провінцією австрійської імперії. Національна мова, мадярська, була занедбана в народі й заборонена австрійським урядом. Імператор Йосиф сміявся з мадярської шляхти, з її мови й одежі. Але розпочалася столітня боротьба за мадярську мову й національність і закінчилася повною перемогою їх.
У 2014 році десятки тисяч ірландців протестували біля Парламенту Республіки Ірландія, вимагаючи більшої підтримки рідної мови. «Tír gan teanga, tír gan anam!» («Країна без мови є країною без душі») написали на транспарантах. Ірландець Лаєм Карсон завдячує батькам, які навчили його ірландської мови з дитинства:
…мова виживе, тому що людина завжди повинна мати можливість повернутися до власної святині, де живе якась частинка її душі та сутності. Я благословенний мати таку мовну святиню, яку заповіли мені батьки. І за це я їм буду вдячний усе життя.
Докладніше про ірландську мову: Francis Arthur Fahy. The Irish language movement (Справа ірландської мови) // Лондон: Westminster Review, 1902. Переклад української мовою Лесі Українки.